# 한스 플라이덴부르프

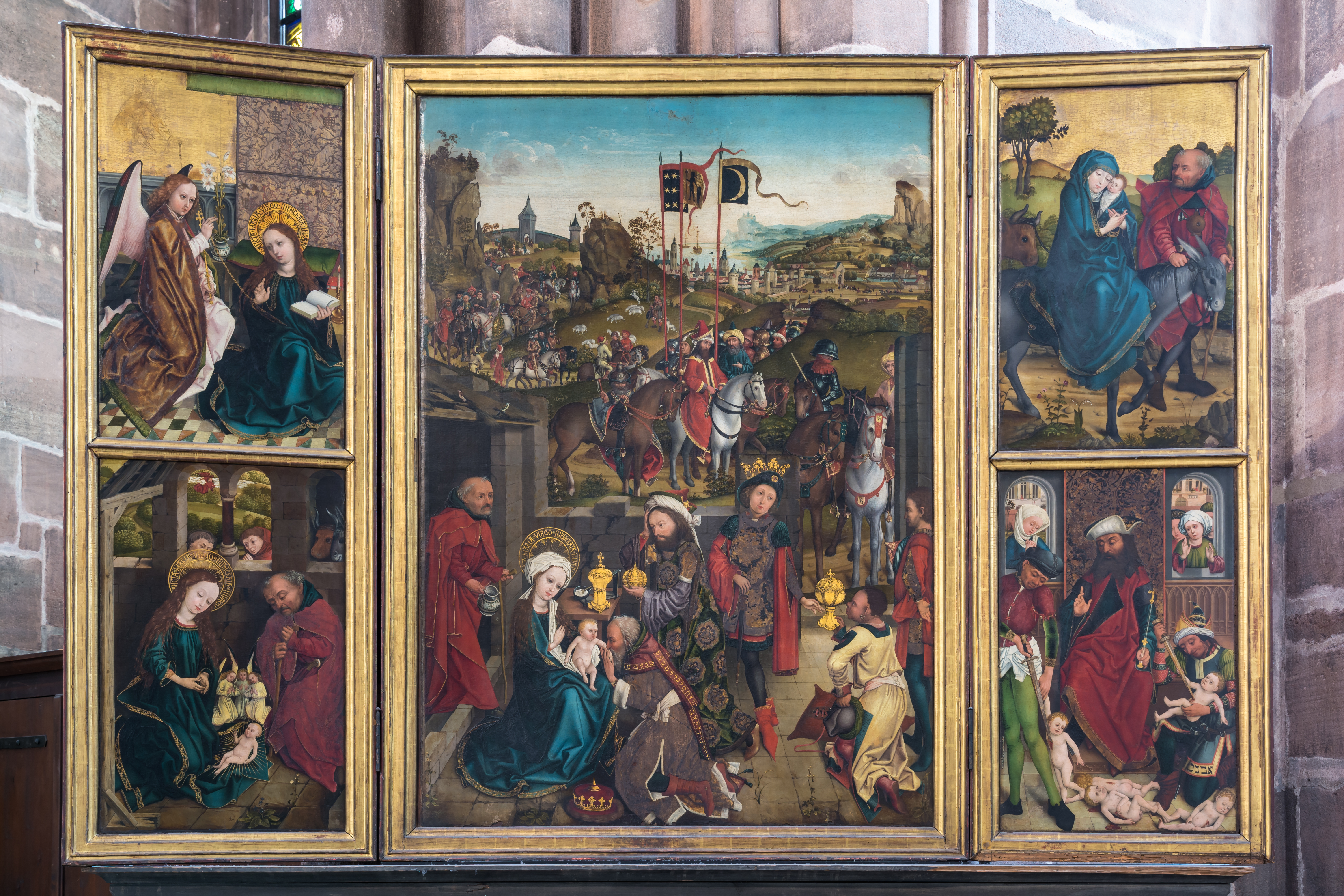
Dreikönigsaltar, 1460년~1465년, 뉘른베르크 성 로렌스 교회

한스 플라이덴부르프(Hans Pleydenwurff, 또는 Pleidenwurff, 1420년경~1472년 1월 9일)는 독일의 화가이다.
그의 아버지는 존경받는 화가이자 밤베르크의 임시 시장이었던 쿤츠 플라이덴부르프(Kunz Pleydenwurff)였을 것으로 추정된다. 한스는 1457년부터 뉘른베르크에 살면서 북부 르네상스 화가들의 영향을 받아 새로운 사실주의 스타일을 확립했다. 또한 그는 미하엘 볼게무트의 스승이었을 것으로 추정된다.
1460년에 태어난 그의 아들 빌헬름 플라이덴부르프(Wilhelm Pleydenwurff)는 하르트만 셰델의 《뉘른베르크 연대기》에 삽화로 사용될 목판화를 제공하기 위해 미하엘 볼게무트와 함께 작업했다. 또 다른 아들인 세발트(Sebald)는 아이슬레벤에 정착했는데, 그의 직업은 알려져 있지 않다. 한스는 1472년 뉘른베르크에서 사망했다.

## 작품

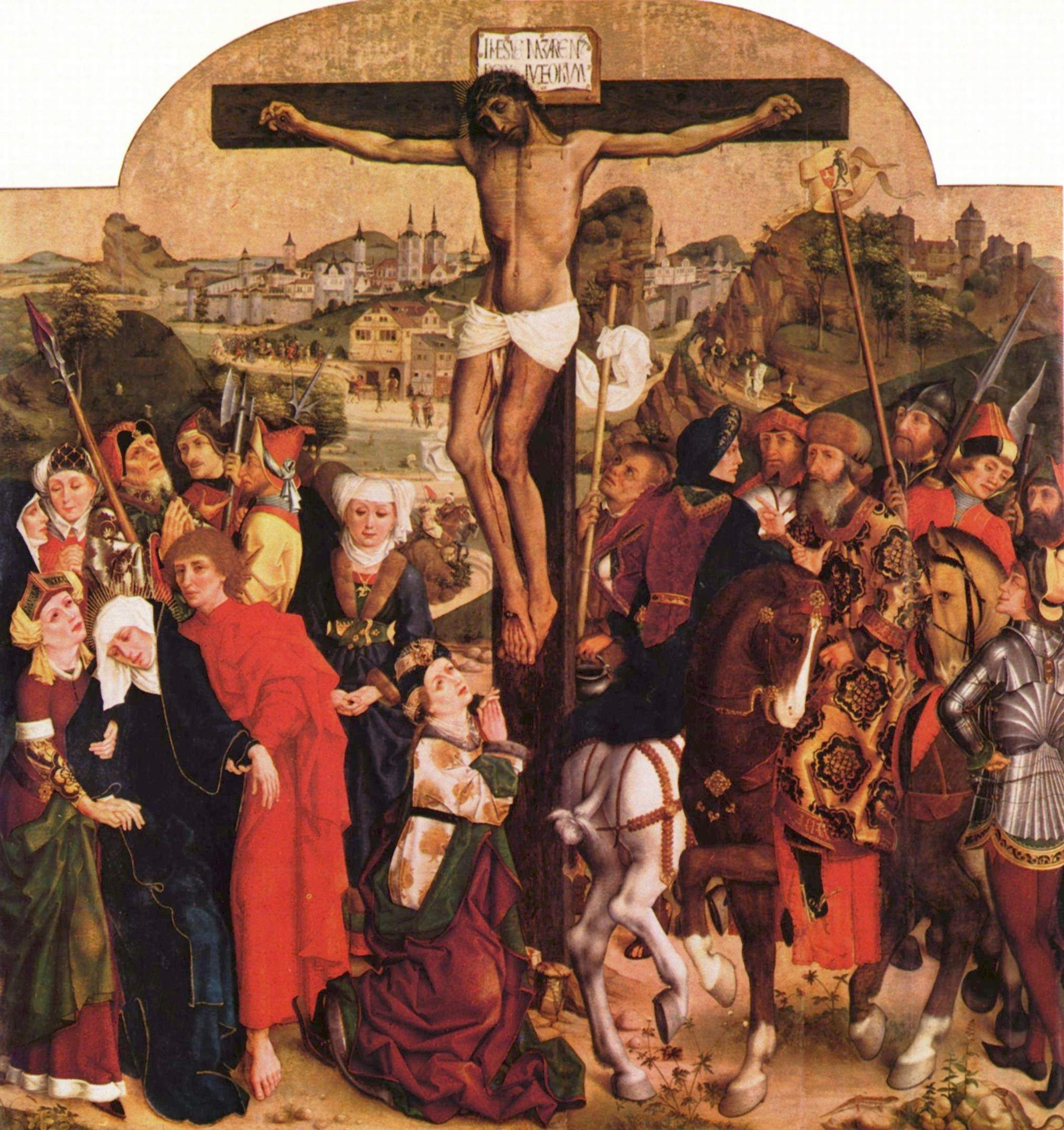
《그리스도의 십자가형》, 1470년경, 알테 피나코테크
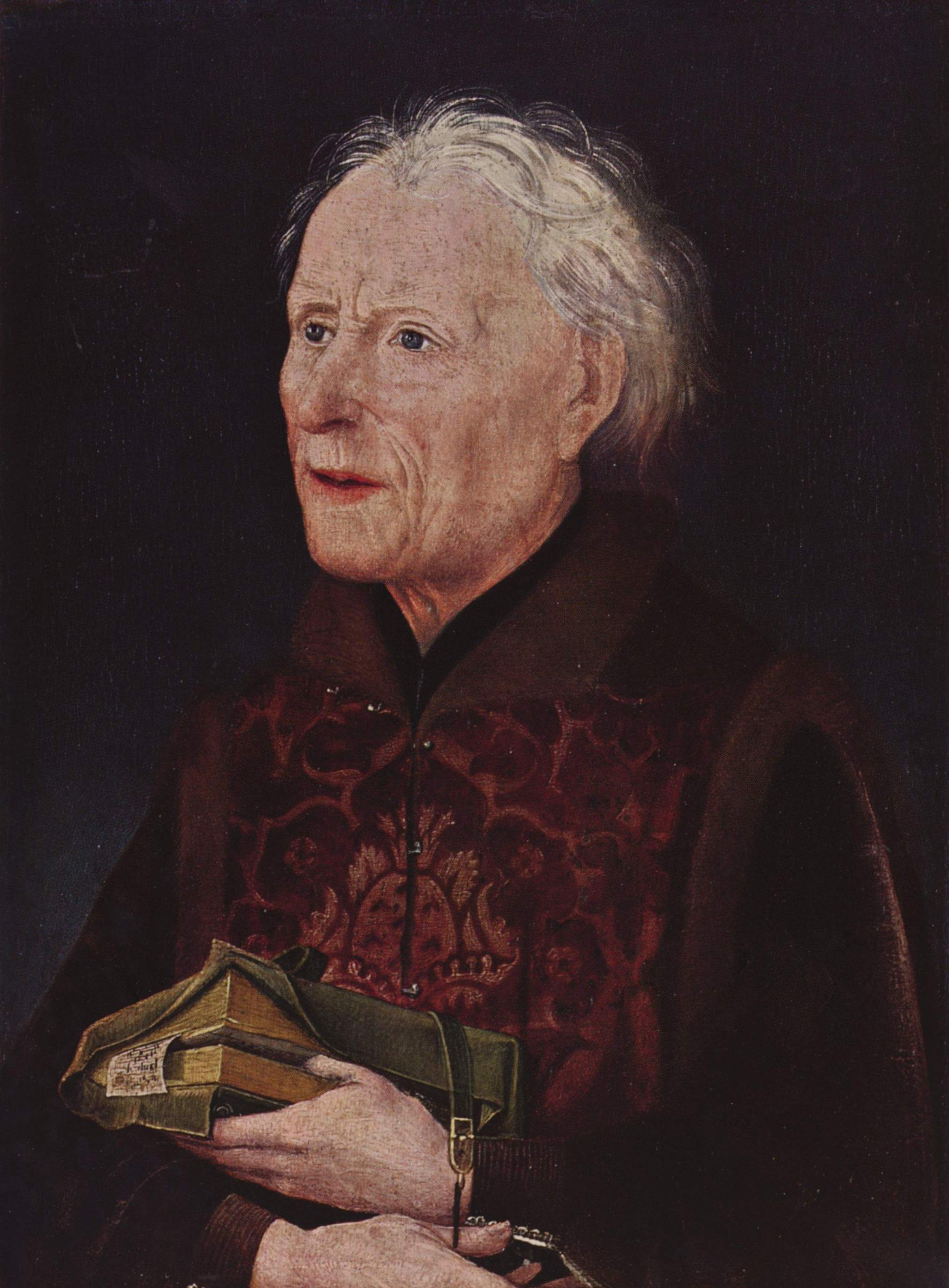
게오르크 백작 뢰벤슈타인의 초상화, 1456년경, 게르만족 국립박물관
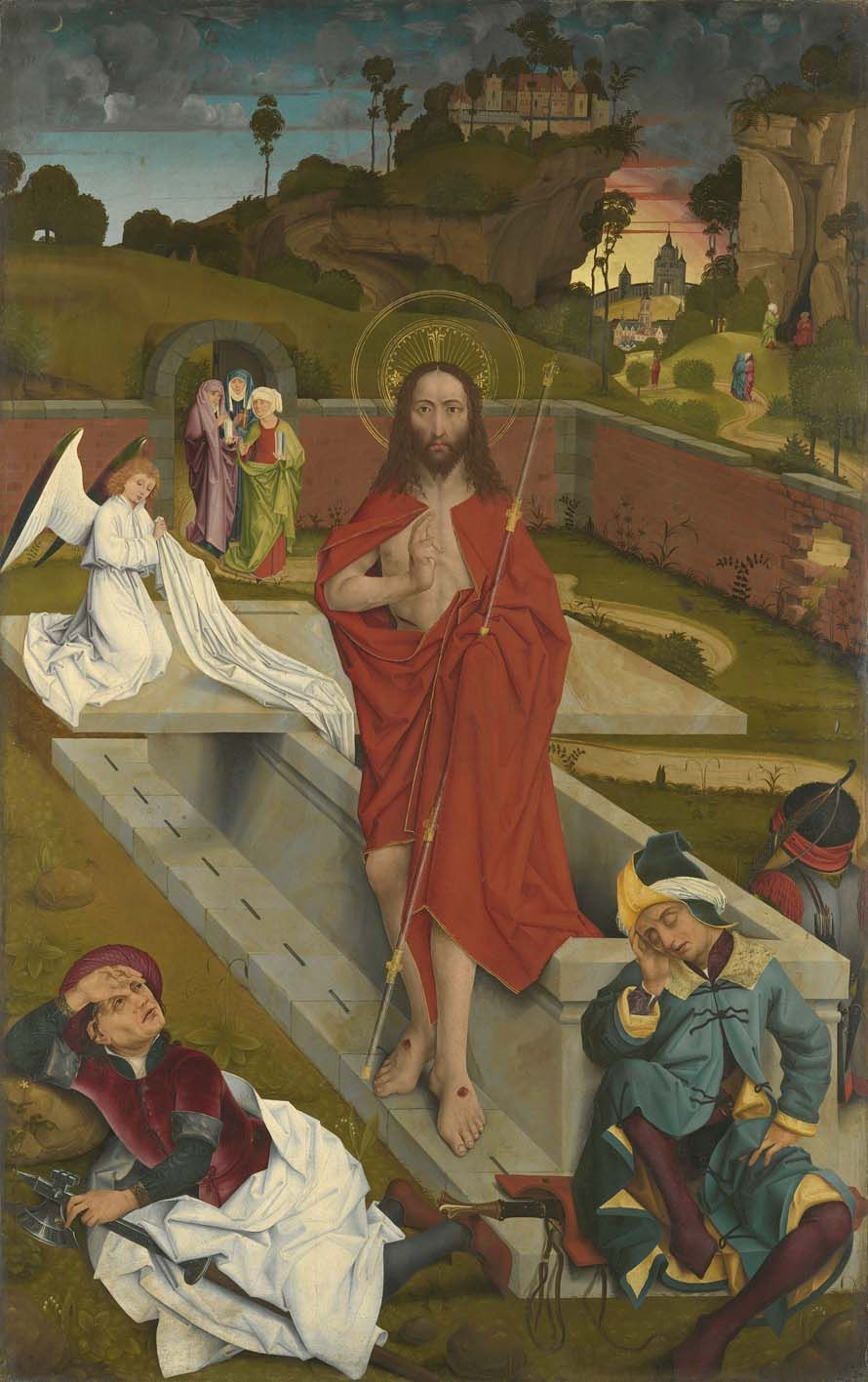
《그리스도의 부활》, 1465년
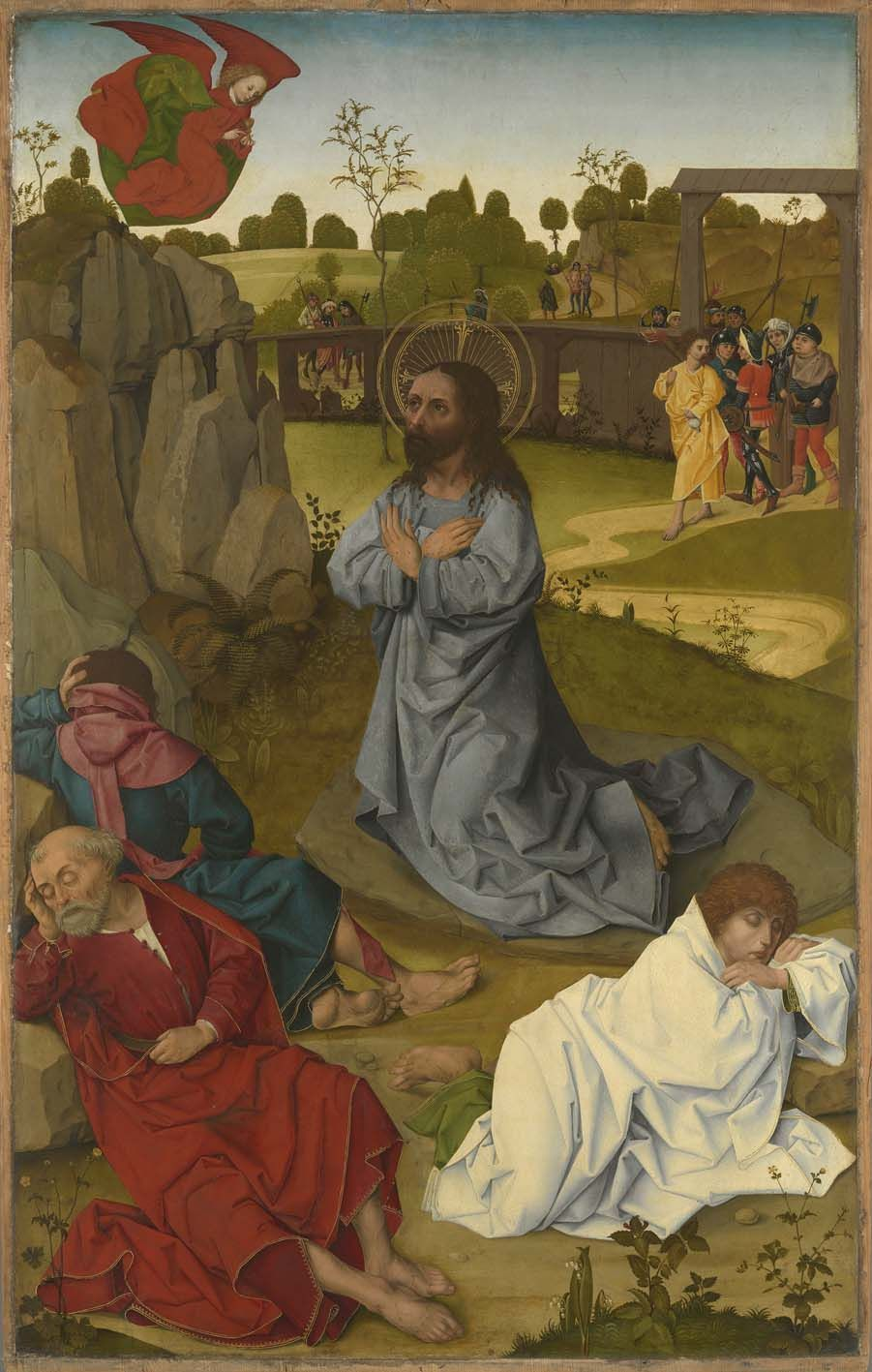
《올리브산 위의 그리스도》, 1465년